# Charles Shirreff (homme d'affaires)
Pour les articles homonymes, voir Charles Shirreff et Shirreff.
Charles Shirreff (26 juillet 1768-5 mai 1847) est un homme d'affaires et personnalité publique du Haut-Canada.

## Biographie
Né à Leith en Écosse, Shirreff migre à Smith's Creek (aujourd'hui Port Hope) dans le Haut-Canada en 1817. Il obtient une concession sur une terre du canton de Fitzroy (en) dans la vallée de l'Outaouais en 1818. Il contribue à la fondation du village de Fitzroy Harbour (en) sur la rive de la rivière des Outaouais et y construit une minoterie en 1831.
Son fils, Robert, obtient un poste d'arpenteur général adjoint au bois qui règlemente l'abbattage des arbres sur les terres publiques du Haut et du Bas-Canada. Une entente survient alors où le bois est mesuré à Bytown (aujourd'hui Ottawa) avec le versement d'un acompte et celui-ci est vendu à Québec où le reste des frais sont collectés.
Malgré tout, ce système est compétitionné dès 1832 par des coupes illégales survenant dans le secteur de la rivière Gatineau, alors que ces terres sont exemptées des quotas de coupe pour la vente au public. Bien que Shirreff proteste contre le Gatineau Privilege (en), celui-ci est maintenu. Un scandale finit par éclater lorsqu'une des compagnies faisant affaire sur la Gatineau fait faillite.
Les Shirreff demeure en poste à Bytown jusqu'en 1836 et, par la suite, Charles continue d'étendre son influence à Fitzroy Harbour en y ajoutant une scierie et un magasin.
Durant les années 1830, Shirreff fait la promotion d'un plan afin de relier la rivière des Outatouais à la baie Géorgienne.
Shirreff meurt à Bytown en 1847.